# 埃哈卜·阿布哈夫
埃哈卜·阿布哈夫（英語：Ehab Abouheif，1971年—）是一位加拿大昆虫学家，麦吉尔大学教授，专攻蚂蚁的真社会性，曾获古根海姆獎和斯隆奖。